# Бакаев, Александр Александрович
Александр Александрович Бакаев (11 апреля 1927, Николаев — 28 ноября 2009, Киев) — украинский учёный-экономист, академик АН УССР (с 18 мая 1990 года).

## Биография
Родился 11 апреля 1927 года в Николаеве. Получил образование сначала в Челябинском техникуме железнодорожного транспорта, а затем — во Всесоюзном заочном институте инженеров железнодорожного транспорта. Член ВКП (б) с 1949 года. На протяжении 1962—1963 годов учился в аспирантуре Института кибернетики АН УССР. Более 30 лет был заведующим отделом этого института. От 1997 года возглавлял отдел Международного научно-учебного центра информационных технологий и систем НАН Украины и МОН Украины.
Около 30 лет был заместителем председателя учёных советов по защите докторских диссертаций по экономическим наукам в Институте кибернетики имени. М. Глушкова НАН Украины и председателем диссертационного совета по защите на соискание учёной степени кандидата экономических наук в Международном научно-учебном центре информационных технологий и систем НАНУ и МОНУ и членом диссертационного совета по присуждению учёной степени кандидата наук в Киевском университете экономики и технологий транспорта.
Умер 28 ноября 2009 года. Похоронен в Киеве на Байковом кладбище (участок № 33).

## Научная деятельность
Основные направления научной деятельности — разработка методологических основ и создание экономико-математических моделей развития и функционирования сложных систем различного уровня иерархии и назначения; определение методологических подходов к моделированию экономики Украины с учётом факторов, способствующих экономическому росту; создание информационных технологий оценки структурных изменений в различных отраслях экономики.
Автор более 250 научных трудов, в том числе 23 монографии, среди которых:
- «Микроэкономическое моделирование и информационные технологии»;
- «Международные транспортные коридоры Украины: сети и моделирование»;
- «Макроеконометричне моделирования экономического развития Украины»;
- «Теоретические основы логистики»;
- «Экономико-математические модели экономического роста», написанные в соавторстве.

Подготовил 22 доктора и 90 кандидатов наук.
Входил в состав редколлегий таких научных журналов, как «Экономика и прогнозирование», «Экономика промышленности», «Региональная экономика», «Управляющие машины и системы», «Железнодорожный транспорт», «Судоходство», «Экономическая кибернетика».
Под руководством Александра Александровича проводилась координационная работа по внедрению экономико-математических методов, моделей и информационных технологий в развитие и функционирование отдельных составляющих экономики Украины, результатом чего была подготовка, редактирование и издание сборников научных трудов «Экономико-математическое моделирование социально-экономических систем» и «Автоматизированные системы управления и новые информационные технологии».

## Награды
Награждён орденом Трудового Красного Знамени, почётной грамотой Президиума ВР УССР. Заслуженный деятель науки и техники Украины.
Лауреат Государственной премии УССР, Государственной премии Украины в области науки и техники, Государственной премии СССР, премии Совета Министров СССР, премии имени А. Г. Шлихтера Аграрной академии наук УССР, премии имени. М. Михалевича.